# Koropí (ville)
Ne doit pas être confondue avec le village de Korópi, en Magnésie.
Koropí, en grec moderne : Κορωπί, est une ville de l'Attique de l'Est, faisant partie de la région métropolitaine d'Athènes, dans la Mésogée, en Grèce. Elle est le siège du dème de Kropía. Selon le recensement de 2011, la population de Koropí compte 19 164 habitants. C'est l'une des zones, avec Keratéa et Markópoulo, où la demande de logements permanents est la plus forte après les grands projets qui ont été réalisés dans la région. La zone résidentielle est séparée de la zone industrielle, tandis que le quartier côtier d'Agía Marína fait également partie de la municipalité. La ville est reliée au centre d'Athènes par la banlieue sud, à partir de l'avenue Vári-Koropí. Elle est également proche de la station de métro et de celle du train de banlieue Koropí (en), de l'Attikí Odós et de l'aéroport international Elefthérios-Venizélos. 